# Arnoliseus
Genre
Arnoliseus est un genre d'araignées aranéomorphes de la famille des Salticidae.

## Distribution
Les espèces de ce genre sont endémiques du Brésil.

## Liste des espèces
Selon World Spider Catalog (version 21.0, 18/03/2020) :
- Arnoliseus calcarifer (Simon, 1902)
- Arnoliseus carioca Baptista, Castanheira, Oliveira & do Prado, 2020
- Arnoliseus falcatus Baptista, Castanheira, Oliveira & do Prado, 2020
- Arnoliseus graciosa Braul & Lise, 2002
- Arnoliseus hastatus Baptista, Castanheira, Oliveira & do Prado, 2020

## Étymologie
Ce genre est nommé en l'honneur d'Arno Antonio Lise.

## Publication originale
- Braul & Lise, 2002 : Revisão taxonômica das espécies de Vinnius e a proposição de dois gêneros novos (Araneae, Salticidae). Biociências, vol. 10, no 2, p. 87-125.